# ボクの社長サマ
『ボクの社長サマ』（ボクのしゃちょうサマ）は、あろひろしによる日本の4コマ漫画作品。『まんがタイムジャンボ』（芳文社）にて2004年3月号から2013年1月号まで連載された。

## あらすじ
羽衣商事の新入社員小森タケルは、入社式早々に社長秘書として配属される。その社長羽衣天女は祖父であるグループ会長がダーツで決めた女子小学生社長だった。小森は入社試験の際に道に迷い、同じく社長に指名されたばかりで道に迷ってた天女と縁があった。
子供じみた気質で天女が気に入らない専務の音長飯俊、特訓好きの秘書課上司の素晴田北江、天女のファンクラブ設立・運営に仕事そっちのけの社員緒掛など、周囲の面々も大騒動が繰り広げられる。
物珍しさも手伝って、売上そのものも伸びてはいたが、ギャグの一環で本社ビルが消失したり、新建設した本社ビルは水没したり、緒掛が無駄にスーオアーコンピュターを使用したり導入したり、更には全損したり。天女が社長就任してからの莫大な融資に融資元の銀行が出した答えは、天女の解任だった。
小森のほうも、長らく働いていた天女が社長を辞めたことに伴い、辞表を提出。維持費が賄えなくて、豪邸を退去した天女と暮らしを始める。小森は最後の給与振り込みを確認するが、口座には莫大な金額が振り込まれていた。天女が勝手に婚約指輪の購入代金として小森名義で積立金にしていた金額だった。ただし、「給料三か月分」ではなく勘違いから「給料三年分」。
その大金で、小森は天女に新しい会社を始めることを提案する。

## 登場人物

### 羽衣商事
羽衣天女（はごろも あまめ）
小学生で「羽衣商事」の社長も務める少女。自らの通う学園の理事長も兼任している。
先代社長だった父親が交通事故により帰らぬ人となってしまったため、会長である祖父の指名により社長になった。それ以来、午前中は学校で授業を受け、下校後に会社で仕事をするという毎日を送っている。一人称は「私」で、誰に対しても丁寧な口調で話す。
頭の回転は早く、取引先の接待等ではうまく交渉し、部下への気配りや人心掌握もできる。反面、お嬢様であるが故にラーメンの存在を知らないなど、世間知らずを呈する場面もあり、ニンジンやピーマンが苦手など子供らしい一面も持つ。
料理は大の苦手で、料理をすると、なぜか大爆発が起きる。この「爆薬なしに爆発を起こせる」特技に目をつけられ、誘拐されたこともある。
社内の大人たちはもとより、学園の同級生たちと比較しても背が低く、そのことを気にしている。
社内でも社員からの人気は高く、親衛隊やファンクラブが作られた。人気が社外にも広まってからは写真集やキャラクターグッズも出るようになり、ついにはネットアイドルに祭り上げられた。
小森タケル（こもり タケル）
入社と同時に天女の秘書として配属された青年社員。一人称は「ボク」。一時的にだが藍按常務や音長専務の秘書を務めたこともある。
入社と同時に社長秘書になったことから、周囲からは「高給確実の出世頭（しゅっせがしら）」と見られ、多くの女性社員達からは「玉の輿」の的として狙われ好意を寄せられているが、本人はほとんど気づかず、付き合っている女性もいない。
秘書課における唯一の男性であり、新入りということもあって、同課の女性社員からパシリ扱いされている。また、素晴田主任からは数々の特訓を強制させられ、その賜物として超人的体力を身につけている。
羽衣商事の独身寮に住んでいる。天女の小学校の宿題を手伝わされることも多いが、誤字脱字が多い。
素晴田北江（すぱるた きたえ）
秘書課の女性主任でタケルの上司。以前は先代社長だった天女の父の秘書や、新人教育研修機関の鬼コーチも務めていた。
性格は体育会系で、趣味は各種スポーツや登山。ことあるごとにタケルを無理やり様々な特訓に引っ張り出す。自身の身体能力もきわめて高く、その技能を思うままに駆使するため、周囲の男性からはかなり引かれている。独身。
普段は眼鏡をかけているが素顔は美人でしかもスタイルもよく、特に胸はかなりの巨乳。大酒飲みだが酔うとからむ癖がある。タケルが自分に気があると誤解したときは、恥ずかしがりつつ照れていた。
菓子作りが得意な主婦の友人がいる。
音長飯俊（おとなが いいとし）
羽衣商事の役員で専務。外見は強面だが子供っぽい性格で、小学生の天女が社長になったのを気に入らず、裏でたびたび対抗したがったり、足を引っ張りたがる。天女に反抗する理由は昔、自分の髪がカツラなのを天女にからかわれたため。
しかし仕事には有能で、天女に対する私情より会社のことを優先し、社長としての天女の実績も認めており、非常時には部下に素早く的確な命令を出したりもするので、天女からは信頼され、先代及び先々代社長の頃から羽衣商事を引っ張ってきた実力と功績は一般社員にも認められている。一方で「血も涙もない」「気難しそう」などのイメージのため、社内リサーチにおける人気は低い。天女を「小娘」、タケルを「小僧」と呼ぶ。
性格だけでなく食べ物にも子供っぽい好き嫌いがあり、特にピーマンが苦手。愛妻家。孫がいる。アルコール度数の高い酒を用いた火吹き芸を特技としているが、とある理由により封印している。
大槻（おおつき）
音長専務の片腕である腹心。音長直属の苦情処理専門部署に所属しており、役職は係長。音長の外出時は車の運転手も務める。
かつて路頭に迷っていたところを音長に拾われ、その恩に報いるべく、本人の野心を知った上で仕えている（主にツッコミ役になることが多い）。空手の全国大会で優勝した経験があり、有事の際にはその腕をふるう。
緒掛（おかけ）
羽衣商事の電算課に所属する社員で社内報の担当。役職は係長。
個人的な天女ファンで、彼女をネットアイドルに祭り上げた張本人。社内に天女ファンクラブを立ち上げ会長となり、社内報で天女特集で大増ページを組んだり増刊号を作ったりしていた。後には天女の（盗撮写真を元にした）写真集やキャラクターグッズを、社外で自分が店長を務める非公認の店で販売するようになる（そのグッズ店は後に（緒掛の偽造工作により）羽衣商事の正式な事業のひとつとして認可された）。その行為はさらにエスカレートしてゆき、ついには社長のキャラクターが一人歩きを始めるまでに至る。
電算課勤務なだけあってコンピュータに精通している。その技術力は米軍のコンピュータに違法に侵入したり（ただし、羽衣商事の回線から侵入があったことはバレている）、スーパーコンピュータを5台使用して天女をモデルとした仮想人格「AMAME」を作るほど。その仮想人格がおこなっているブログの自動更新は、事情を知らない者が「天女が自分でブログを更新している」と信じ込んでしまうほどの精度を誇る。
会社の雛祭り行事で知り合った女性と同棲中。その生活の様子を記したスピンオフ作品が、作者の同人誌にて発表されている。
卯佐木りんす（うさぎ りんす）
タケルの田舎の後輩で、羽衣商事に入社した女性社員。田舎の人達には「町一番の才媛」と呼ばれている。父親は故郷の町長。
極端な方向音痴で、社外ではもとより勤務中の社内でさえたびたび迷子になる。故郷の田舎では迷子になったりんすを探すため、住民が「りんすちゃん捜索隊」を結成し山狩りするほどの騒ぎが度々あった。
玉の輿狙いの他の女性社員とは違い、純粋にタケルに好意を寄せているが、それを察知した天女とかげりからは一番のライバルと見られている。
初めは事務職だったが、日本郵政公社への出向を経て、タケルと同じ部署を希望したために藍按常務付きの秘書に配置転換された。
藍按芭亜人（あいあん はあと）
羽衣商事の役員で常務だが、長期出張していた間に社長就任していた天女のことは知らなかった。
いつも笑顔で他者をおだてるか取り入っているお調子者で、見境なく女性を口説こうとする癖も持つ。
会議のときはもっぱら他の役員に相槌を打つだけで自分の考えは出さないが、たまに意見を出してそれが採用されると予想外に成功してしまう強運の持ち主。また自分の仕事は部下に丸投げするのを常とし「できる奴には仕事を全部任せてくれる」という評判のため一般社員からの信頼は厚い。自身も「できない人には任せない」と言っている。社長と専務の対立を良しとせず、自分が悪役になって事を納めるようなこともあり、傍で見ていた小森には感心されるが、それが考えの上でか、何も考えていないのかは明らかにはされていない。
別名「鋼鉄の心臓とガラスの上司を持つ男」と呼ばれている。後者の由来は、昔から藍按の上司になった人間は皆定年か、病気で休職するかして上のポストがすぐに空くため。および、困難な仕事を押し付けても、それを（主に優秀な部下に丸投げしたこともあって）成功させてきたため。
専務の音長とは大学時代からの付き合い。音長のほうは、常に馴れ馴れしい藍按のことを疎ましく思っているが、傍目には仲がいいように見える。
りんすが秘書を務める様になって以降、その方向音痴の影響を受け、二人揃って世界各地を放浪している。
瀬形梨菜（せがた りな）
秘書課のチーフで、課の実務を事実上仕切っている女性。素晴田主任とは同期。
自信家で居丈高だが、背が低いのが悩み。No.1のポストである社長秘書の座を狙っており、入社早々にしてその地位についてしまったタケルを目の敵にしている（彼が長身であることも理由のひとつ）。音長専務の秘書だが、ほとんど視界に入れてもらえず、専務が社外に視察に出る際も社内に残される。

### その他
臼井かげり（うすい かげり）
天女の家のメイドの一人。かなり陰のある印象で、伸ばした前髪で目元が隠れている。
特技は幽体離脱で、体から抜け出してよく外出先の天女を見守ったり、タケルの行動をストーカー並みに追っているが、生身の体のほうはそのときは心臓が止まり、羽衣家の他の使用人は救急車を呼んだり、手当てに追われることになる。
前髪の下の素顔はかなりの美人。また天女曰く「（胸が）意外と大きい」。タケルに好意を寄せている。
板見（いたみ）
羽衣商事本社医務室に勤務する女性契約医。芳文医大付属病院から派遣されている。
自分が看ている場所では病気も怪我も撲滅し、世界一の健康集団を作り上げようとする異常なまでの執念を持つ。愛読書は「わが闘病」。
芭牟田（はむた）
羽衣商事と共同で合資会社を設立した「阿久田開発（あくたかいはつ）」の社長。羽衣商事本社の新社屋の建設も担当した。
たいへんな舞台演劇マニアで、私有の島に別荘と共に専用劇場を作り、取引先関係者などを招待してはワンマンショーを開催するほど（ただしその演技力は学芸会レベル）。仕事でも自分の会社が建設に関わった施設には勝手に劇場を作り、そのこけら落し公演時に自分で主演しようと主張する。他にも建築に対して「男のロマン」と称する独特の価値観を持っている。
また大変な女性嫌いとしても知られている。天女に対しても初対面時は冷たい態度をとっていたが、後にタケルの功績により和解した。
モーリー・A・ガッター
金髪でグラマー体型、カウガールスタイルの女性。羽衣商事が本社建物改装のための融資を受けた、アメリカの銀行から監査役として来日し、そのまま相談役として留まっている。自然愛好家で動物愛護主義者、スキューバダイビングが趣味。日本ファンであるが、いろいろ間違った日本観を抱いている。
来日当初はタケルを嫌っていたが、羽衣商事本社からクジラを救出してくれたことで彼に好意を抱くようになり、破格の待遇で引き抜こうとしたが辞退された。その後は羽衣商事の男性独身寮に入り、タケルの隣室に住み着き、積極的なモーションをかけ続けるがタケルには気づいてもらえない。
日本には自家用車替わりの馬や、（書類上は）オモチャの拳銃や散弾銃を持ち込んでもいる。
作者の同人誌によれば、初期案では下品なアメリカンジョークを連発する「シモーヌ・タガスキー」という女性であったが、掲載誌の編集部の反対にあい変更したとのこと。
小月（さつき）
大槻の妹。羽衣商事内の託児室に勤める保育士だが、かなりそそっかしい性格で、仕事中もドジを繰り返している。
極度のブラザーコンプレックスで、理想の結婚相手を「お兄ちゃん」と公言している。兄共々、音長専務に大恩ある身であり、「音長のおじさま」と呼んで慕っている。小森から好意を抱かれており、そのため天女から危険視されている。

## 主な舞台

### 羽衣商事（はごろもしょうじ）
天女が社長を務める会社。業界では有名な大きい会社とされている。本社の建物内は社長である天女も迷子になるほど広い。作中で二度崩壊しており、二度目の崩壊の後に建て替えられた描写はないが、託児所や屋内リゾートが新たに造られている。
大会社だけあって営業所の数も多いがバブル期には当時の経営陣が調子に乗って、本当に日本国内なのかわからないほどの僻地に開設した無人のままの無意味な営業所や、採算を完全に度外視した本格的過ぎる新人教育施設も存在する。

### 天女ファンクラブ（あまめファンクラブ）
社内報の天女特集だけでは飽き足らない緒掛が勝手に作った、天女のファンクラブ。会員番号0002番は緒掛を止めに行ったはずのタケル。その他、社外にも会員が存在する。
開設当初は私設ファンクラブだったが、天女の人気と私設ホームページのアクセス数増加（羽衣商事本社HPの数十倍）などが認められ、公式に羽衣商事の業務のひとつとなった。
実質緒掛がすべてを管理しており、天女や羽衣商事の上層部は、ファンクラブで何をやっているかまったく把握できていない。

### 羽衣商事独身寮（-どくしんりょう）
羽衣商事の社員寮。男性寮にはタケルらが住んでいたが、モーリーが来てからは自室とタケルの部屋との間の壁を取り払ったり、彼女が連れてきた馬の世話をタケルがする羽目になったりと、相談役としての発言力を利用して寮全体が彼女のいいように改造されている。

### 羽衣学園（はごろもがくえん）
その名の通り羽衣グループが経営する学校で、良家の子女を生徒として抱えるいわゆるお嬢様学校。天女自身も生徒でありながら理事長も務めている。

## 書籍情報
- あろひろし『ボクの社長サマ』 芳文社〈まんがタイムコミックス〉、全6巻
  1. 2006年7月22日発行（2006年7月7日発売[1]）、ISBN 4-8322-6475-3
  2. 2007年6月22日発行（2007年6月7日発売[1]）、ISBN 4-8322-6547-4
  3. 2009年1月22日発行（2009年1月7日発売[1]）、ISBN 978-4-8322-6705-3
  4. 2010年3月21日発行（2010年3月6日発売[1]）、ISBN 978-4-8322-6828-9
  5. 2011年8月21日発行（2011年8月6日発売[1]）、ISBN 978-4-8322-6991-0
  6. 2013年2月22日発行（2013年2月7日発売[1]）、ISBN 978-4-8322-5154-0